# Marko Bezjak
Marko Bezjak (Liubliana, 26 de junio de 1986) es un jugador de balonmano esloveno que juega de central en el HC Erlangen y en la selección de balonmano de Eslovenia.
Con la selección ha ganado la medalla de bronce en el Campeonato Mundial de Balonmano Masculino de 2017.

## Carrera
Bezjak comenzó su carrera en el Jeruzalem Ormož, en el que estuvo en sus categorías inferiores. Después pasó al Gorenje Velenje, donde realizó buenas temporadas, ganando 3 ligas. También fue nombrado en el 2013 como MVP de la liga eslovena. Debido a sus actuaciones con su club y con la selección, el SC Magdeburg decidió ficharle. En 2017 disputó el Campeonato Mundial de Balonmano Masculino de 2017 con la selección eslovena, siendo una de las piezas clave debido a las ausencias de Uros Zorman y Dean Bombač.
En el Mundial 2017, finalmente logró llevarse la medalla de bronce con su selección.

## Palmarés

### Gorenje Velenje
- Liga de balonmano de Eslovenia (3): 2009, 2012, 2013

### SC Magdeburg
- Liga Europea de la EHF (1): 2021
- Liga de Alemania de balonmano (1): 2022
- Campeonato Mundial de Clubes de Balonmano (2): 2021, 2022
- Liga de Campeones de la EHF (1): 2023

## Clubes
- RK Jeruzalem Ormož ( -2008)
- Gorenje Velenje (2008-2013)
- SC Magdeburg (2013-2023)[8]
- RK Nexe Našice (2023-2024)
- HC Erlangen (2024- )